# Legado (serie de televisión)
Legado es una serie de televisión por internet española de drama creada y escrita por Carlos Montero, Pablo Alén y Breixo Corral para Netflix. Está producida por El Desorden Crea y protagonizada por José Coronado, Belén Cuesta, Diego Martín, Natalia Huarte y María Morera. Se estrenó en Netflix el 16 de mayo de 2025.

## Trama
El magnate Federico Seligman (José Coronado) regresa a su conglomerado de medios de comunicación tras haberse retirado durante dos años para recuperarse de una enfermedad. Sin embargo, al volver, el empresario descubre que sus hijos – Yolanda (Belén Cuesta), Andrés (Diego Martín), Guadalupe (Natalia Huarte) y Lara (María Morera) – tienen una visión de negocio para la empresa que detesta, e intenta hacer todo lo posible para evitar que destruyan todo lo que había logrado.

## Reparto

### Reparto principal
- José Coronado como Federico Seligman
- Belén Cuesta como Yolanda Seligman Nuero
- Diego Martín como Andrés Seligman Nuero
- Natalia Huarte como Guadalupe Seligman Nuero
- María Morera como Lara Seligman

#### Con la colaboración especial de
- Susi Sánchez como Lola Nuero (Episodio 2 - Episodio 7)

### Reparto secundario
- José Luis Martínez como Enrique (Episodio 1 - Episodio 8)
- Mireia Portas como Isabel (Episodio 1 - Episodio 8)
- Gustavo Salmerón como Ricardo (Episodio 1 - Episodio 3; Episodio 5 - Episodio 8)
- Nico Romero como Manuel Medrano Aralla (Episodio 1 - Episodio 8)
- Iván Pellicer como León Escudero (Episodio 1 - Episodio 8)
- Lucas Nabor como Luis Belloso (Episodio 1 - Episodio 8)
- Fanny Gatibelza como Sandrine (Episodio 1 - Episodio 8)
- Blanca Parés como Blanca (Episodio 1 - Episodio 2; Episodio 4 - Episodio 8)
- María Isabel Díaz como Dra. Leticia Milia (Episodio 2)
- Farah Hamed como Rocío Castillo (Episodio 2 - Episodio 6; Episodio 8)
- Lluís Marqués como Juanjo (Episodio 2 - Episodio 3; Episodio 5 - Episodio 8)
- Salva Reina como Aguirre (Episodio 3 - Episodio 4; Episodio 7 - Episodio 8)
- Josean Bengoetxea como Núñez Navarro (Episodio 3 - Episodio 5; Episodio 8)
- Tristán Ulloa como Tristán (Episodio 7)

- Felipe Londoño como Ezequiel (Episodio 7 - Episodio 8)
- César Mateo como Rafael (Episodio 8)

## Episodios
| N.º | Título     | Dirigido por            | Escrito por                                | Fecha de lanzamiento original |
| --- | ---------- | ----------------------- | ------------------------------------------ | ----------------------------- |
| 1   | «Volver»   | Eduardo Chapero-Jackson | Pablo Alén, Breixo Corral y Carlos Montero | 16 de mayo de 2025            |
| 2   | «Castigar» | Eduardo Chapero-Jackson | Pablo Alén y Breixo Corral                 | 16 de mayo de 2025            |
| 3   | «Negociar» | Eduardo Chapero-Jackson | Pablo Alén y Breixo Corral                 | 16 de mayo de 2025            |
| 4   | «Despedir» | Eduardo Chapero-Jackson | Pablo Alén y Breixo Corral                 | 16 de mayo de 2025            |
| 5   | «Publicar» | Carlota Pereda          | Pablo Alén y Breixo Corral                 | 16 de mayo de 2025            |
| 6   | «Perdonar» | Carlota Pereda          | Pablo Alén y Breixo Corral                 | 16 de mayo de 2025            |
| 7   | «Luchar»   | Carlota Pereda          | Pablo Alén y Breixo Corral                 | 16 de mayo de 2025            |
| 8   | «Decidir»  | Carlota Pereda          | Pablo Alén y Breixo Corral                 | 16 de mayo de 2025            |

## Producción
El 11 de marzo de 2024, Netflix anunció que había comenzado en Madrid el rodaje de la serie Legado, la cual fue creada por Carlos Montero, Pablo Alén y Breixo Corral y estaría protagonizada por José Coronado. Belén Cuesta, Diego Martín, Natalia Huarte, Gustavo Salmerón, Nico Romero, Iván Pellicer, María Morera, Mireia Portas y Susi Sánchez también fueron confirmados como parte del reparto protagónico. La serie fue escrita por Montero, Alén y Corral, y dirigida por Eduardo Chapero-Jackson y Carlota Pereda.

## Lanzamiento y marketing
El 4 de abril de 2025, Netflix lanzó las primeras imágenes de Legado y programó su estreno en la plataforma para el 16 de mayo de 2025.